# Beatrix Portugalská (1354–1381)
Beatrix Portugalská (1354? Coimbra – 5. července 1381 Ledesma) byla jako manželka Sancha Alfonsa z Alburquerque hraběnkou z Alburquerque. Byla dcerou Petra I. Portugalského a jeho manželky Inés de Castro.

## Život
Beatrix se narodila cca v roce 1354 v Coimbře. Považování Beatrix za portugalskou infantku je diskutabilní. Poté, co její otec zdědil trůn po svém otci Alfonsovi IV. Portugalském, řekl, že se tajně oženil s Inés de Castro a tak byla právoplatnou královnou.
Beatrix se stala hraběnkou z Alburquerque poté, co se v roce 1373 vdala za Sancha Alfonsa z Alburquerque. Beatrix držela tento titul rok, dokud její manžel 19. března 1374 nezemřel.

## Děti
Beatrix a Sancho Alfons z Alburquerque měli dvě děti:
- Fernando Sánchez z Alburquerque (cca 1373–cca 1385).
- Eleonora z Alburquerque (cca 1374–16. prosince 1435). Provdala se za Ferdinanda I. Aragonského.